# 宮古北バイパス
宮古北バイパス（みやこきたバイパス）は、岩手県宮古市を通る国道45号のバイパス道路である。
宮古市内の急カーブ・幅員狭小箇所解消を目的に1972年に片側1車線で開通。

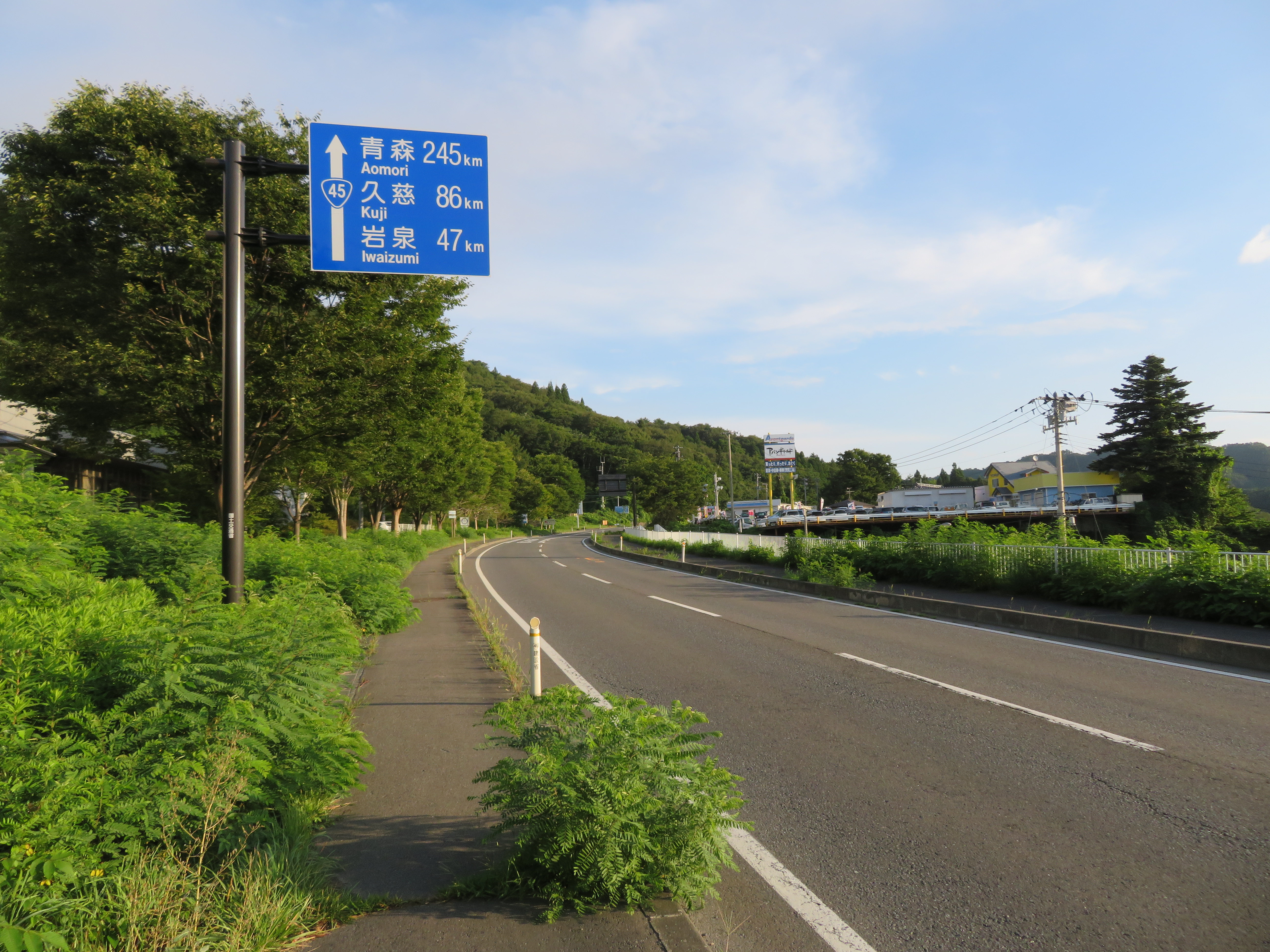
岩手県宮古市崎鍬ヶ崎付近

## 路線データ
- 起点：宮古市愛宕 愛宕交差点（県道259号との交点）
- 終点：宮古市崎山（県道259号との交点）

## 地理

### 交差する道路
- 岩手県道248号浄土ケ浜線（宮古市日影町）

### 沿線の施設
- 岩手県立宮古病院
- 国土交通省三陸国道事務所　宮古維持出張所